# XI Państwowe Liceum i Gimnazjum im. Jana i Andrzeja Śniadeckich we Lwowie
XI Państwowe Liceum i Gimnazjum im. Jana i Andrzeja Śniadeckich we Lwowie – polska szkoła z siedzibą we Lwowie w okresie II Rzeczypospolitej, od 1938 o statusie gimnazjum i liceum ogólnokształcącego.

## Historia
Pierwotnie w okresie zaboru austriackiego w 1856 powstała C.K. Szkoła Realna, jedyna tego typu działająca we Lwowie, funkcjonująca przy ul. Kamiennej (późniejsza ul. Kubali). Z uwagi na dużą liczbę uczniów oraz niewystarczającą infrastrukturę placówki w 1899 została utworzona filia C. K. Szkoły Realnej przy ul. Szeptyckich 16. Od 1899 prowadzono w niej cztery klasy, a od 1901 osiem klas, a zajęcia prowadzono w budynkach pod numerami 14 i 16 ww. ulicy. Od 1902 zajęcia prowadzono także w lokalu przy ul. Szumlańskich 7 i wówczas prowadzono 12 oddziałów równorzędnych
W 1903 szkoła została przekształcona w samoistną C. K. II Szkołę Realną. W 1903 obejmowała sześć klas, a działała w czterech lokalizacjach, przy ul. Szeptyckich 14 i 16, ul. Szumlańskich 7 i 11a. Od 1905 prowadzono siedem klas. 
Podczas I wojny światowej w roku szkolnym 1917/1918 szkołę przeniesiony do nowo wybudowanego gmachu przy ul. Szymonowiczów. U kresu wojny w listopadzie 1918 w czasie obrony Lwowa w ramach wojny polsko-ukraińskiej w nieukończonym budynku szkoły realnej działała komenda polskiej Milicji Wojskowej pod dowództwem por. Ludwika Baara.
Po odzyskaniu przez Polskę niepodległości szkoła funkcjonowała początkowo jako Państwowa Szkoła Realna im. Jana i Andrzeja Śniadeckich we Lwowie, po czym została przemianowana na XI Państwowe Gimnazjum im. Jana i Andrzeja Śniadeckich we Lwowie i w 1922 obejmowała siedem klas zasadniczych oraz osiem oddziałów równoległych. Do 1923 przy ul. Szeptyckich 16 i Szumlańskich 7 istniały oddziały równolegle II Szkoły Realnej, pozostające pod dyrekcją szkoły. 9 czerwca 1925 te oddziały zostały przekształcone w samoistne XII Państwowe Gimnazjum we Lwowie w typie matematyczno-przyrodniczym.
W połowie lat 20. XI Gimnazjum działało w typie matematyczno-przyrodniczym. W okresie II Rzeczypospolitej Gimnazjum mieściło się przy ulicy Szymonowiczów 1-3. W 1926 w szkole było osiem klas z oszesnastoma oddziałami, w których uczyło się łącznie 550 uczniów wyłącznie płci męskiej.
Podczas obchodów 16 rocznicy obrony Lwowa 22 listopada 1934 w gmach szkoły został wmurowany Krzyż Obrony Lwowa.
Zarządzeniem Ministra Wyznań Religijnych i Oświecenia Publicznego Wojciecha Świętosławskiego z 23 lutego 1937 „XI Państwowe Gimnazjum im. Jana i Andrzeja Śniadeckich we Lwowie” zostało przekształcone w „XI Państwowe Liceum i Gimnazjum im. Jana i Andrzeja Śniadeckich we Lwowie” (państwową szkołę średnią ogólnokształcącą, złożoną z czteroletniego gimnazjum i dwuletniego liceum), a po wejściu w życie tzw. reformy jędrzejewiczowskiej szkoła miała charakter męski, a wydział liceum ogólnokształcącego był prowadzony w typie humanistycznym i przyrodniczym.
Do 1939 szkoła mieściła się pod adresem ulicy Szymonowiczów 1 (obecna ulica Melnyka).
8 października 1978 w Chorzowie odbył się Zjazd Absolwentów XI Gimnazjum we Lwowie.

## Dyrektorzy
- Teofil Gerstmann (1899)[1]
- Michał Lityński (1903-1919)[1]
- Józef Trojan (1910-1912, jako kierownik)[1]
- Artur Passendorfer (1912-1929)[10][2][11][12]
  - dr B. Jurkowski (1914/1915, jako kierownik)[1]
- Władysław Probulski (-1932)[1][13]
- Stanisław Przeździecki (p.o. dyrektora od 1937[14], dyrektor od 1 IV 1938[15])

## Nauczyciele
- Jan Bryk
- Włodzimierz Chomicki
- Józef Ekkert
- Witold Habdank Kossowski
- Hawryło Kostelnyk
- Maria Bianka Mossoczy
- Henryk Panas
- August Paszkudzki
- Rudolf Wacek

## Uczniowie i absolwenci
Absolwenci
- Władysław Bednarz – prawnik (1928)
- Henryk Bilor – piłkarz, żołnierz (1916)
- Ernest Boheim – oficer (1906)
- Marian Borzemski – oficer, sportowiec (1915)
- Wojciech Bucior – oficer, samorządowiec (1910)
- Włodzimierz Cieński – duchowny (1915)
- Julian Dotzauer – oficer (1911)
- Stanisław Fedorowski – oficer (1914)
- Marian Janusz – inżynier (1923)
- Tadeusz Marian Kruszyński – oficer (1912)
- Wacław Kuchar – sportowiec (1915)
- Władysław Lemiszko – sportowiec
- Adolf Maresch – oficer (1914)
- Romuald Niementowski – oficer (1910)
- Włodzimierz Parachoniak – petrograf (1937)
- Kazimierz Peszkowski – oficer
- Zofia Skołozdro – nauczycielka (1921)
- Stanisław Toruń (wówczas Toroń) – oficer (1911)
- Władysław Toruń (wówczas Toroń) – oficer (1909)
- Władysław Wenzel – oficer, harcerz (1921)
- Roman Zatwarnicki – pilot (1934)
- Aleksander Zborzyl-Mirecki – oficer (1909)
- Franciszek Żaak – żołnierz (1939)

Uczniowie
- Jerzy Kowalczuk – geofizyk (do 1939)
- Zdzisław Pręgowski – architekt
- Wilhelm Starck – żołnierz, obrońca Lwowa